# Emor
Emor (אמור — Hébreu pour « dis », le 5e mot, et premier distinctif de la parasha) est la 31e section hebdomadaire du cycle annuel de lecture de la Torah et la huitième du Livre du Lévitique. 
Elle correspond dans la capitation chrétienne à Lv 21,1–24:23. Les Juifs de la Diaspora la lisent généralement en avril ou au début de mai.

## Résumé sur la paracha Emor
Dieu demande à Moïse de dire aux cohanim les prérogatives liées à leur statut sacerdotal, afin de maintenir leur pureté : s'éloigner des cadavres, même celui d'un proche pour le Cohen Gadol, épouser une femme vierge, ne pas officier en état d'impureté, se purifier avant de consommer des offrandes destinées aux cohanim en cas d'impureté. Dieu énonce ensuite les tares empêchant une bête d'être agréée, donc utilisée, lors d'une offrande. Il décrit ensuite le calendrier liturgique annuel, ainsi que les rites, offrandes et fêtes y associés, puis Il décrit le calendrier rituel quotidien, avec l'allumage du candélabre, la préparation des pains de présentation. La parasha se clôt sur l'épisode d'un blasphémateur et son châtiment. Les paramètres et modalités d'un jugement civil et pénal sont alors exposés.

### Divisions de la parasha lors de la lecture complète
La lecture de la parasha à la synagogue le sabbath est traditionnellement divisée en sept sections, pour lesquelles un membre différent de la congrégation est appelé à lire. La première lecture, le rishon, échoit traditionnellement à un cohen, la seconde, appelée sheni, à un levi, les suivantes à un israël (ni cohen ni levi). La septième section comporte une sous-section, le maftir, qui est lu par la personne qui lira ensuite la haftara.
Les sections de la parashat Emor sont:
- rishon (Lévitique 21:1-15): restrictions sur les mariages, les relations sexuelles et le deuil spécifiques aux cohanim et au Cohen Gadol.
- sheni (Lévitique 21:16-22:16): lois concernant l'impureté des cohanim; qui peut et ne peut pas manger des dons offerts aux cohanim.
- shlishi (Lévitique 22:17-33): lois concernant les impuretés touchant les animaux; leur propreté ou impropreté à être offerts.
- revi'i (Lévitique 23:1-22): Shabbat, Pessa'h, le décompte du 'Omer et Chavouot.
- hamishi (Lévitique 23:23-32): Rosh Hashana et Yom Kippour.
- shishi (Lévitique 23:33-44): Souccot.
- shevi'i (Lévitique 24:1-23): l'éclairage perpétuel (Ner Tamid) du Temple; le pain de présentation; incident avec un blasphémateur, mis à mort par lapidation.
  - maftir:

### Divisions de la parasha lors de la lecture abrégée
Une lecture publique de la parasha fut instaurée par Ezra le Scribe le lundi et le jeudi à la synagogue. Cette lecture, sensiblement plus courte, ne comprend que trois sections, la première réservée au cohen, la seconde au levi, la troisième à un israël
- Section du cohen: Vayiqra[3]
- Section du levi: Vayiqra[3]
- Section de l'israël: Vayiqra[3]

### Maqam
Un maqam est un système de modes musicaux utilisé dans la musique arabe mélodique classique. Les juifs originaires des pays orientaux (Afrique du Nord, Syrie) s'en sont inspirés, et adaptent la mélodie de la liturgie du Shabbat en fonction du contenu de la parasha de cette semaine. Ils emploient 10 maqam différents, possédant chacun son usage propre.
Le maqam utilisé lors du sabbath au cours duquel on lit la parashat Emor est le Maqam Sigah, du fait des lois pour les cohanim.

## Rishon 1
Dieu dit à Moïse de parler aux cohanim fils d'Aaron et de leur dire que nul ne devrait se souiller par le cadavre d'un de son peuple, à l'exception de celui de sa mère, son père, son fils, sa fille, son frère, sa sœur vierge habitant près de lui et n'ayant pas appartenu à un autre homme; celui qui serait maître parmi les siens ne devrait pas s'avilir (Lv 21,1-4.) Ils ne feraient pas tonsure à leur tête, ne raseraient pas l'extrémité de leur barbe, n'inciseraient pas leurs chairs (Lv 21,5.) Ils devraient demeurer saints pour Dieu et ne pas profaner Son Nom, étant responsables de l'offrande des sacrifices à YHWH, pain à leur Dieu (Lv 21,6.) Une femme prostituée ou désécrée, ils ne l'épouseraient pas, pas plus qu'une femme répudiée par son mari, étant consacrés à Dieu; les cohanim devraient être tenus pour saints car c'est lui qui offre le pain de Dieu; qu'ils soient saints pour les enfants d'Israël car YHWH, Qui avait sanctifié les enfants d'Israël, est Saint (Lv 21,7-8.) La fille d'un cohen qui se déshonorerait en se prostituant, déshonorerait par là son père et devrait périr par le feu (Lv 21,9.)  
Le Cohen Gadol, oint et investi du droit de revêtir les insignes, ne pourrait quant à lui découvrir sa tête ni déchirer ses vêtements (Lv 21,10.) Il ne pourrait toucher aucun corps, fût-ce celui de son père ou de sa mère, et ne quitterait pas le sanctuaire afin de ne pas le ravaler car porteur de l'huile d'onction de son Dieu, YHWH(Lv 21,11-12.) Il ne pourrait prendre pour une épouse qu'une vierge, ni une veuve, ni une femme répudiée ou déshonorée, ni une prostituée, seulement une vierge d'entre son peuple, et il ne devrait pas dégrader son engeance au milieu de son peuple, car c'était YHWH Qui l'avait consacré (Lv 21,13–15.)

## Sheni 2
Dieu instruisit Moïse de parler à Aaron, que nul parmi sa postérité, au cours des âges, ne pourrait présenter le pain de son Dieu s'il était porteur d'une infirmité physique, bien que cela ne l'empêche pas d'en consommer; l'accès au voile et à l'autel lui serait toutefois interdit, car il ne devrait pas profaner ces choses que Dieu avait sanctifiées; et Moïse parla à Aaron et à ses fils, ainsi qu'à tous les enfants d'Israël (Lv 21,16–24.) Dieu instruisit également Moïse de dire à Aaron et ses fils d'être circonspects à l'égard des saintetés des enfants d'Israël afin de ne pas profaner Son Nom en profanant ce que ceux-ci Lui consacreraient; c'est pourquoi tout cohen officiant en état d'impureté rituelle serait retranché de devant Dieu; nul cohen atteint de tzara'at, de flux séminal ou de flux pénien (zav), ayant touché un cadavre, un "animal rampant" ou une personne impure ne pourrait consommer des choses saintes (Lv 22,1–5.) Le cohen resterait impur jusqu'au soir, et ne pourrait rien consommer des choses saintes avant de s'être immergé dans l'eau; après le coucher le soleil, il deviendrait pur et pourrait alors jouir des choses saintes, qui sont sa subsistance (Lv 22,6–7.) Il ne pourrait consommer d'une charogne ou déchirée (trefa), elle le rendrait impur (Lv 22,8.) Un cohen ne respectant pas cette observance mourrait pour l'avoir violée (Lv 22,9.)
Nul profane ne pourrait manger des choses saintes, réservées aux cohanim, même s'il habitait chez un cohen ou était salarié par lui; toutefois, une personne acquise par un cohen à prix d'argent ou un esclave né chez lui pourraient en manger (Lv 22,10–11.) La fille d'un cohen mariée à un profane ne pourrait en consommer, mais devenue veuve ou divorcée sans postérité, elle pourrait, si elle retournait vivre à la maison de son père comme en sa jeunesse, en consommer; cependant, aucun profane n'en mangerait (Lv 22,12–13.) Un profane ayant consommé par inadvertance une chose sainte devrait en ajouter un cinquième en sus qu'il donnerait au cohen avec la chose sainte; ils ne devraient pas laisser profaner les saintetés des enfants d'Israël dont ceux-ci font hommage à Dieu, car ils feraient peser sur eux un délit punissable en mangeant leurs saintetés, car c'est Dieu qui les sanctifie (Lv 22,14–16.)

## Shlishi 3
Dieu instruisit à Moïse de parler à Aaron, à ses fils et aux enfants d'Israël et de leur dire que les offrandes en holocauste (olah) devaient, qu'elles soient offertes par une personne de la maison d'Israël ou un prosélyte en Israël, être sans défaut, sans quoi elles ne seraient pas agréées (Lv 22,17–21.) De même, une offrande rémunératoire (shelamim) devrait être irréprochable : une bête brûlée, estropiée, mutilée, affectée de verrues, de gale sèche ou humide ne pourrait être offerte à Dieu ni brûlée sur l'autel; une bête, grosse ou menue, possédant un membre trop long ou trop court pourrait être employée comme offrande volontaire (nedava) mais non comme offrande votive (neder) (Lv 22,22–23.) Une bête dont les testicules seraient froissés, écrasés, rompus ou coupés ne pourrait être offerte, pas plus que dans le pays, pas même de la part d'un étranger (Lv 22,24–25.)
Un veau, un agneau ou un chevreau ne pourraient pas être offerts à Dieu avant leur huitième jour de vie(Lv 22,26–28.)
Un sacrifice de reconnaissance (toda) devrait être fait de manière à être agréé, et consommé le jour même sans rien en laisser pour le lendemain(Lv 22,29–31.)
Il fut demandé d'observer les prescriptions de Dieu, de les pratiquer, et de ne pas désécrer le Nom de Dieu, afin qu'Il soit sanctifié au milieu des enfants d'Israël qu'Il avait fait sortir d'Égypte afin de devenir leur Dieu (Lv 22,32–33.)

## Revi'i 4

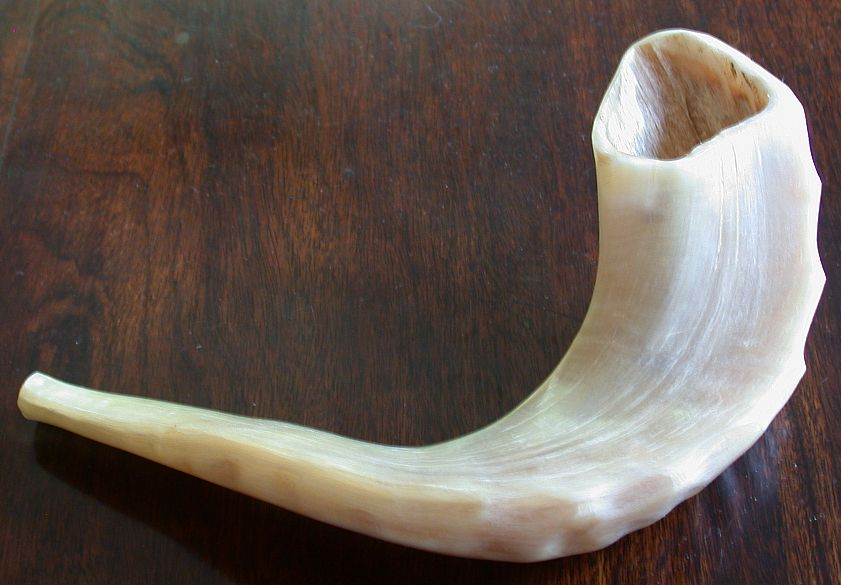
Un shofar ashkénaze

Dieu instruisit Moïse de parler aux enfants d'Israël, et de leur dire les périodes de Dieu, qu'ils devraient célébrer comme convocations saintes : pendant six jours, on travaillerait, mais le septième, abstention (shabbat shabbaton) pour une sainte convocation, on ne ferait aucun travail, ce serait le Sabbath de Dieu, dans toutes les demeures (Lv 23,1-3.)
Convocations saintes à célébrer en leur saison (Lv 23,4) :
- le soir du quatorzième jour du premier mois, l'on offrirait l'agneau pascal, et au quinzième jour, ce serait la fête des Azymes ('Hag HaMatzot), on mangerait des matzot pendant sept jours; le premier jour, il y aurait convocation sainte; l'on sacrifierait à Dieu sept jours de suite, puis le septième jour, il y aurait convocation sainte, et l'on ne ferait aucun travail (Lv 23,5–8.)
- Dieu instruisit également Moïse de dire aux enfants d'Israël qu'une fois arrivés au pays de Canaan, dès la première moisson, ils apporteraient au cohen un omer des prémices de leur moisson; le cohen balancerait cet omer[15] le lendemain du jour de repos[16] afin de le rendre propice; le jour du balancement, on offrirait à Dieu un agneau sans défaut âgé d'un an en holocauste, ainsi que son oblation, deux dixièmes de fleur de farine pétrie à l'huile, à brûler en odeur agréable à Dieu, et sa libation, un quart de hîn de vin; l'on ne mangerait ni pain, ni grains torréfiés, ni gruau jusqu'au jour de l'offrande à Dieu; statut perpétuel pour toutes les générations, dans toutes les demeures (Lv 23,9–14.)
- Ensuite, l'on devrait compter depuis le lendemain du jour de repos, depuis le jour de l'offrande du 'omer, sept semaines entières, jusqu'au lendemain de la septième semaine, soit cinquante jours, au terme desquels une nouvelle oblation serait offerte à Dieu, deux pains faits de deux dixièmes de farine fine et cuits à pâte levée, prémices pour Dieu; avec ces pains, sept agneaux sans défaut, âgés d'un an, un jeune taureau et deux béliers seraient offerts en holocauste à Dieu, avec leurs oblations et libations, offrandes d'une odeur agréable à Dieu; un bouc serait ajouté comme expiatoire ('hattat), et deux agneaux d'un an en rémunératoire (shelamim); ils seraient balancés devant Dieu par le cohen avec le pain des prémices ainsi que deux des agneaux, et seraient consacrés à Dieu au profit du cohen; ce jour même serait convocation sainte et jour chômé, dans toutes les demeures pour toutes les générations (Lv 23,15–21.)
La moisson devrait être inachevée au bout du champ, et la glanure abandonnée au pauvre et à l'étranger (Lv 23,22.)

## 'Hamishi 5
Dieu instruisit Moïse de parler aux enfants d'Israël, et de leur prescrire, au premier jour du septième mois, un repos solennel, commémoré par la terou'a (sonnerie du chofar), convocation sainte; ce serait un jour chômé, et on apporterait une offrande à Dieu (Lv 23,23–25.)
Dieu parla à Moïse du dixième jour de ce septième mois, Jour des Expiations, convocation sainte : il s'agirait d'un jour d'expiation, destiné à réhabiliter les enfants d'Israël devant Dieu, on y mortifierait sa personne, on apporterait un sacrifice à Dieu et on s'abstiendrait de tout travail en jour, sous peine de retranchement du sein du peuple ou d'anéantissement au sein du peuple; on ne devrait donc faire aucun travail, loi perpétuelle pour les générations, dans toutes les demeures (Lv 23,26–31.) Ce jour serait un shabbat shabbaton, où l'on mortifierait sa personne, dès le neuf du mois au soir; depuis un soir jusqu'à l'autre, l'on observerait son chômage (Lv 23,32.)

## Shishi 6

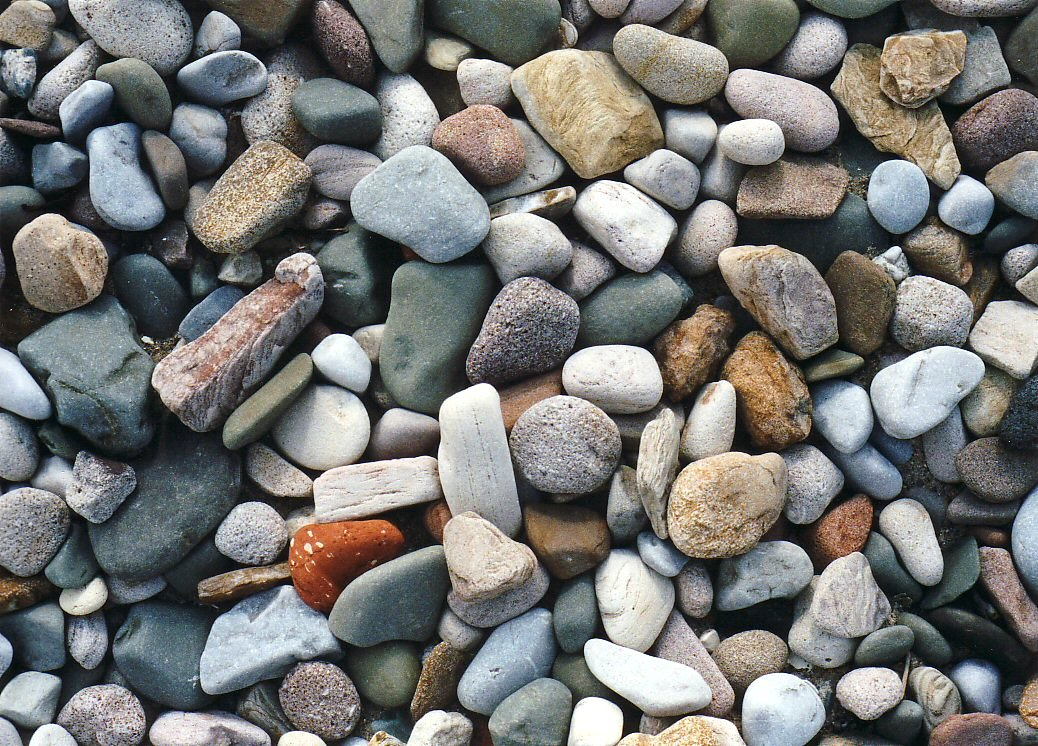

## Commandements
La Torah comporte, selon la tradition rabbinique, 613 prescriptions. Différents sages ont tenté d'en établir un relevé dans le texte biblique.
Selon l'un de ces computs les plus célèbres, le Sefer HaHinoukh, il y a 24 prescriptions positives et 39 négatives dans cette parasha:
- Un Cohen ne peut se souiller au contact d'un mort (Lv 21,1.)
- Un Cohen peut se rendre impur par le cadavre d'un proche; le deuil pour ce proche est obligatoire (Lv 21,3.)
- Il est interdit à un Cohen tevoul yom[20] de faire son service (Lv 22,7.)
- Il est interdit aux Cohanim d'épouser une zona[5] (Lv 21,7.)
- Il est interdit aux Cohanim d'épouser une hallala[6] (Lv 21,7.)
- Il est interdit aux Cohanim d'épouser une femme divorcée (Lv 21,7.)
- Les descendants d'Aaron doivent être sanctifiés et préparés pour leur fonction (Lv 21,8.)
- Il est interdit au Cohen Gadol de se trouver sous le même toit qu'un mort (Lv 21,11.)
- Il est interdit au Cohen Gadol de se rendre impur par aucun mort (y compris un proche) (Lv 21,11.)
- Le Cohen Gadol doit épouser une femme vierge (Lv 21,13.)
- Il est interdit au Cohen Gadol d'épouser une veuve (Lv 21,14.)
- Il est interdit au Cohen Gadol d'avoir des relations intimes avec une veuve (même hors mariage) (Lv 21,15.)
- Il est interdit à un Cohen atteint d'infirmité physique de servir (Lv 21,17.)
- Il est interdit à un Cohen atteint d'infirmité physique passagère de servir (Lv 21,17.)
- Il est interdit à un Cohen atteint d'infirmité physique de pénétrer dans le sanctuaire ou d'approcher de l'autel (Lv 21,23.)
- Il est interdit à un Cohen impur de faire son service (Lv 22,2.)
- Il est interdit à un Cohen impur de consommer la terouma (Lv 22,4.)
- Il est interdit à un profane de consommer la terouma (Lv 22,10.)
- Il est interdit au salarié d'un Cohen de consommer la terouma (Lv 22,10.)
- Il est interdit à un [Cohen] incirconcis de consommer la terouma (Lv 22,10.)
- Il est interdit à une fille de Cohen hallala de consommer la terouma (Lv 22,12.)
- Il est interdit de consommer des fruits dont les dîmes n'ont pas été prélevées (Lv 22,15.)
- Il est interdit de consacrer un animal présentant un défaut (Lv 22,20.)
- Il est obligatoire de n'offrir que des offrandes sans défaut (Lv 22,21.)
- Il est interdit de mutiler un animal consacré (Lv 22,21.)
- Il est interdit d'abattre un animal infirme pour le sacrifier(Lv 22,22.)
- Il est interdit de brûler sur l'autel les graisses d'un animal infirme (Lv 22,22.)
- Il est interdit de procéder à l'aspersion de sang d'un animal infirme (Lv 22,24.)
- Il est interdit de pratiquer la castration (Lv 22,24.)
- Il est interdit de sacrifier des animaux infirmes, même au nom d'un non-Juif (Lv 22,25.)
- Il est obligatoire de n'offrir que des animaux âgés de plus de 7 jours (Lv 22,27.)
- Il est interdit d'abattre une bête et son petit le même jour (Lv 22,28.)
- Il est interdit de profaner le Nom divin (Lv 22,32.)
- Il faut sanctifier le Nom divin (Lv 22,32.)
- Il est obligatoire de se reposer le premier jour de Pessa'h (Lv 23,7.)
- Il est interdit de réaliser un travail le premier jour de Pessa'h (Lv 23,8.)
- Il faut apporter une offrande supplémentaire (moussaf) les sept jours de Pessa'h (Lv 23,8.)
- Il est obligatoire d'observer un jour d'abstention de travail le septième jour de Pessa'h (Lv 23,8.)
- Il est interdit de réaliser un travail le septième jour de Pessa'h (Lv 23,8.)
- Il est obligatoire de faire une offrande d'un 'omer de farine d'orge afin que le Cohen la balance (Lv 23,10.)
- Il est interdit de consommer la nouvelle récolte du blé avant l'offrande du 'omer ((Lv 23,14.)
- Il est interdit de consommer des grains torréfiés de la nouvelle récolte avant l'offrande du 'omer (Lv 23,14.)
- Il est interdit de manger des épis grillés de la nouvelle récolte avant l'offrande du 'omer (Lv 23,14.)
- Il faut décompter le 'omer (Lv 23,15.)
- Deux pains, faits de farine de blé, doivent être offertes à Shavouot (Lv 23,17.)
- Il faut s'abstenir de tout travail à Shavouot (Lv 23,21.)
- Il est interdit de faire aucun travail à Shavouot (Lv 23,21.)
- Il faut s'abstenir de tout travail à Rosh Hashana (Lv 23,24.)
- Il est interdit de faire aucun travail le 1er Tishri (Lv 23,25.)
- Il faut apporter une offrande supplémentaire (moussaf) à Rosh Hashana (Lv 23,25.)
- Il faut jeûner à Yom Kippour (Lv 23,27.)
- Il faut apporter une offrande supplémentaire (moussaf) à Yom Kippour (Lv 23,27.)

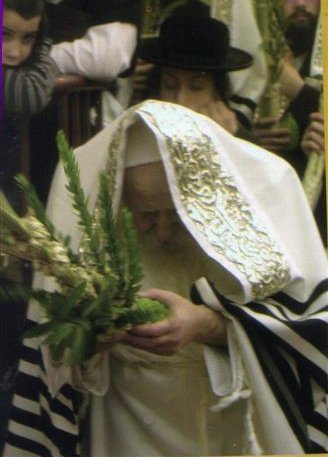
Le Tosher Rebbe de Montréal, Canada balançant les Quatre espèces lors du Hallel de Souccot

- Tout travail est interdit le jour de kippour (Lv 23,27.)
- Il est interdit de manger et de boire le jour de kippour (Lv 23,29.)
- Il faut s'abstenir de tout travail le jour de kippour (Lv 23,32.)
- Il faut observer le repos le premier jour de Souccot (Lv 23,35.)
- Il est interdit de réaliser tout travail servile le 1er jour de Souccot (Lv 23,35.)
- Il faut apporter une offrande supplémentaire (moussaf) pendant les sept jours de Souccot (Lv 23,36.)
- Il faut observer le repos lors du huitième jour de la fête (Lv 23,36.)
- Il faut offrir un sacrifice supplémentaire (moussaf) lors du huitièmer jour de la fête (Lv 23,36.)
- Il est interdit de réaliser tout travail servile le 8e jour de la fête (Lv 23,36.)
- Il faut prendre en main quatre espèces, à savoir le loulav, l'etrog, le hadass et la 'arava (Lv 23,40.)
- Il est obligatoire d'habiter la soucca pendant les sept jours de Souccot (Lv 23,42.)

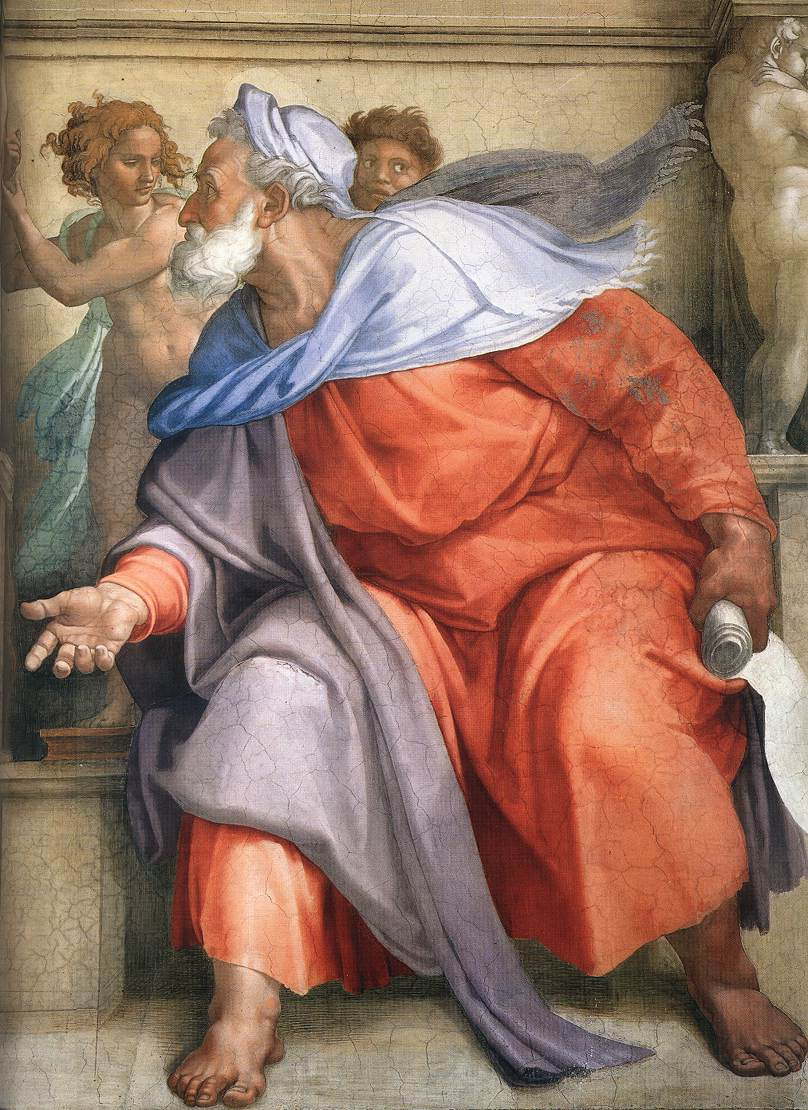
Ezéchiel (fresque de Michelangelo)

## Haftara
La haftara est une portion des livres des Neviim ("Les Prophètes") qui est lue publiquement à la synagogue après la lecture de la Torah. Elle présente généralement un lien thématique avec la parasha qui l'a précédée.
La haftara pour la parashat Emor est Ezéchiel